# سام تشانغ
سام تشانغ (بالإنجليزية: Sam Chang)‏ هو صاحب مطعم أمريكي، ولد في 29 يوليو 1960 في تايبيه في تايوان.